# Mount Edgeworth
Mount Edgeworth är ett berg i territoriet Falklandsöarna (Storbritannien). Det ligger i den västra delen av landet. Toppen på Mount Edgeworth är 578 meter över havet. Mount Edgeworth ingår i French Peaks.
Terrängen runt Mount Edgeworth är kuperad åt nordväst, men åt sydost är den platt. Den högsta punkten i närheten är Mount Robinson, 700 meter över havet, 8,9 km sydväst om Mount Edgeworth. Trakten runt Mount Edgeworth består i huvudsak av hed.